# Retronim
Retronim – nowa nazwa dla obiektu lub pojęcia służąca odróżnieniu jej podstawowej formy od bardziej aktualnej. Oryginalna nazwa jest najczęściej wzbogacona o przymiotnik. Powstawanie retronimów jest w dużej mierze spowodowane postępem technicznym.
Termin „retronim” został wprowadzony w 1980 r. przez amerykańskiego dziennikarza Franka Mankiewicza i spopularyzowany przez Williama Safire’a w dzienniku „The New York Times”.

## Przykłady
| Termin zastąpiony    | Nowy termin                    | Powód zmian                      |
| -------------------- | ------------------------------ | -------------------------------- |
| Adres                | Adres pocztowy                 | Adres internetowy                |
| Aparat fotograficzny | Klasyczny aparat fotograficzny | Cyfrowy aparat fotograficzny     |
| Płyta                | Płyta gramofonowa              | Płyta kompaktowa – CD            |
| Wielka wojna         | I wojna światowa               | II wojna światowa                |
| Zegarek              | Zegarek mechaniczny            | Zegarek kwarcowy                 |
| Telewizja            | Telewizja czarno-biała         | Telewizja kolorowa               |
| Film                 | Film niemy                     | Film dźwiękowy                   |
| Telefon              | Telefon stacjonarny            | Telefon komórkowy                |
| Gitara               | Gitara akustyczna              | Gitara elektryczna               |
| Komputer             | Komputer stacjonarny           | Komputer przenośny – laptop      |
| Kiełbasa             | Kiełbasa tradycyjna            | Kiełbasa z dodatkami chemicznymi |

## Niektóre przymiotniki retronimiczne
- „akustyczny” – opisujący instrumenty muzyczne, które posiadają wersję bez wzmacniacza
- „analogowy” – zwykle nieściśle opisujący wszystkie systemy niecyfrowe, nawet te, w których nigdy nie występowały sygnały analogowe
- „klasyczny” bądź „tradycyjny” – opisujący metody lub przedmioty, które zostały w większości wyparte przez nowsze rozwiązania